# 364636 Ulrikeecker
364636 Ulrikeecker è un asteroide della fascia principale. Scoperto nel 2007, presenta un'orbita caratterizzata da un semiasse maggiore pari a 2,2346028 UA e da un'eccentricità di 0,1505570, inclinata di 4,11930° rispetto all'eclittica.
L'asteroide è dedicato a Ulrike Ecker, moglie dello scopritore.